# Rathaus (Segnitz)

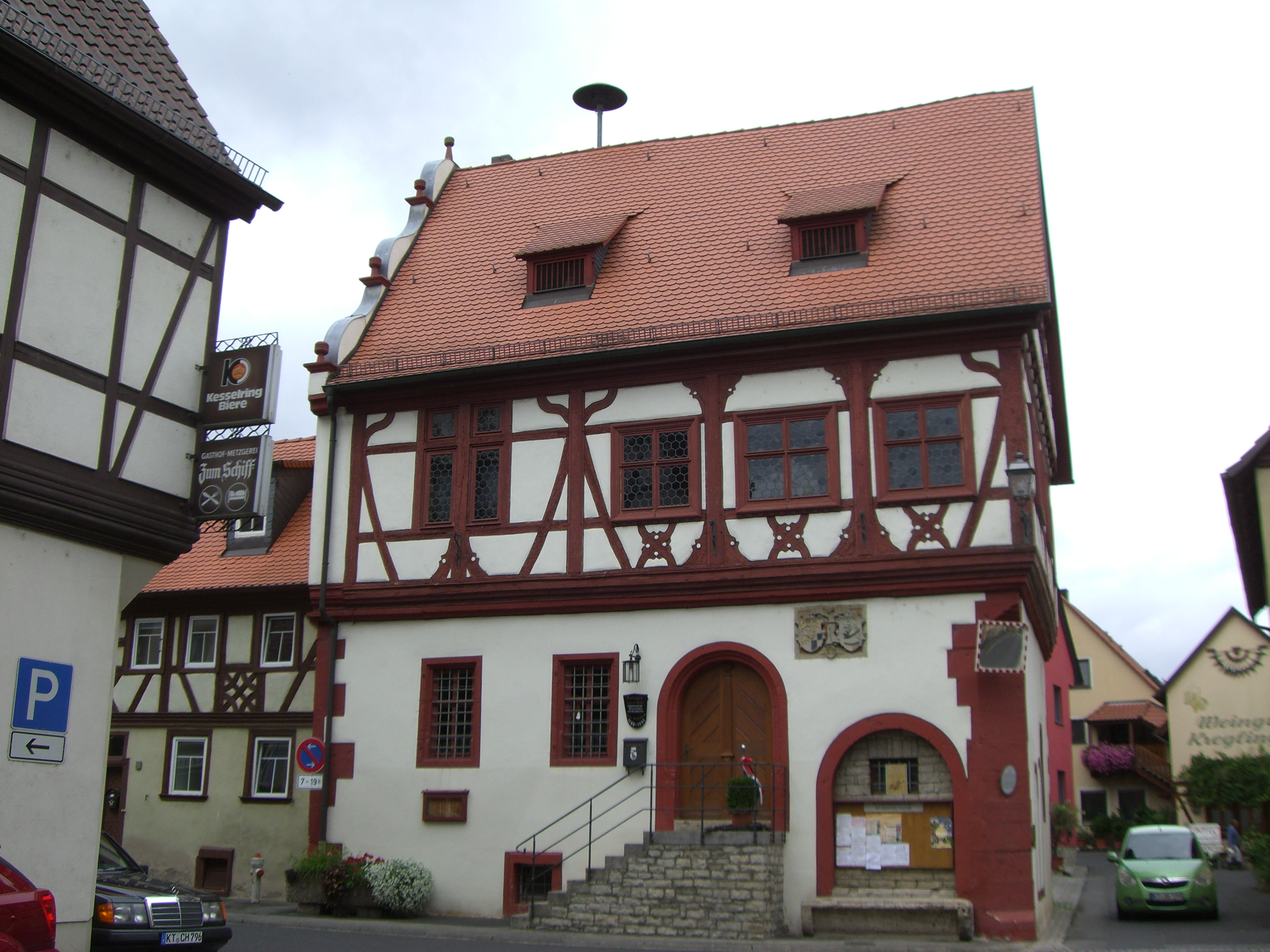
Das Rathaus in Segnitz

Das Rathaus (Adresse Hans-Kesenbrodstraße 15, früher Hausnummer 74) der unterfränkischen Gemeinde Segnitz ist repräsentativer Verwaltungssitz und Wahrzeichen. Es liegt an der Hans-Kesenbrod-Straße, Ecke Rathausstraße und wurde vom Baumeister Hans Keesebrod errichtet.

## Geschichte
Die Geschichte des Rathauses ist eng mit der der Gemeinde verbunden. Segnitz lag an einer der Geleitstraßen des Hochstifts Würzburg und stieg im Mittelalter über den Handel am Main weiter auf. Die selbstbewussten Einwohner hatten ein Dorfgericht etabliert, das über einfache Vergehen ohne Einbeziehung der Dorfherrschaft verhandeln durfte. Dieses Gericht tagte im Dorfkern am Platz „under den linden“. Im Jahr 1500 entstand an derselben Stelle ein „Rathäusle“ als Vorgängerbau. Der Abt Georg Truchseß von Wetzhausen von Kloster Auhausen, der einer der Dorfherren war, stiftete „gegen dem Lindenbaum“ ein Rathaus.
Das Haus bestand allerdings nicht lange und am Ende des 16. Jahrhunderts initiierte man einen Neubau an gleicher Stelle. Als Baumeister konnten die Segnitzer den im Ort lebenden Hans Keesebrod verpflichten, eine Inschrift im Rathaus ergänzt außerdem die Mitwirkung des Zimmermanns Lorenz Ebel. Das Rathaus entstand zwischen 1587 und 1588. Neben den Ratssitzungen fanden im Rathaus die Gerichtstage statt. Daneben waren im Erdgeschoss mehrere Warenstände aufgebaut. Die Gemeindewaage stand ebenfalls hier.
Im Laufe der Frühen Neuzeit brachte man im Rathaus außerdem das sogenannte „Narrenhäusle“ unter, in dem Schandstrafen vollstreckt wurden. Unterhalb des Baus findet sich noch heute der Gotteshaus- oder Gottskeller, in dem die Weinernte der örtlichen Martinskirche aufbewahrt wurde. Wahrscheinlich bestand der Keller bereits unter dem Vorgängerbau und geht auf die Trennung der Pfarrei Segnitz von Frickenhausen im Jahr 1448 zurück.
Als Segnitz zu Beginn des 19. Jahrhunderts bayerisch wurde, blieb die Verwaltung des ursprünglich markgräflichen Dorfes weiterhin im alten Rathaus untergebracht. Allerdings entfernte man 1890 die alten Dachgauben am Gebäude. Bis 1902 war zeitweise auch die örtliche Schule im Rathaus untergekommen. Die Freiwillige Feuerwehr nutzte das Gebäude zur Aufbewahrung ihrer Geräte ebenso, wie die örtliche Gemeindebücherei. Heute ist im Erdgeschoss das Gemeindearchiv untergekommen.
In den vergangenen Jahrhunderten nahm man weitere Veränderungen am Bau vor. 1924 wurde das bisher unter Putz verborgene Fachwerk freigelegt. 1962/63 erhielt der Bau eine weitere, umfassende Renovierung. 1992 bemalte man die Fassade im Stil der Renaissance neu. Neue Dachgauben richtete die Gemeinde 1997 auf. Der historische Sitzungssaal war bereits 1991 letztmals renoviert worden. Die Kanzlei wurde 2004 erneuert. Das Rathaus wurde vom Bayerischen Landesamt für Denkmalpflege als Baudenkmal eingeordnet.

## Architektur und Innenausstattung

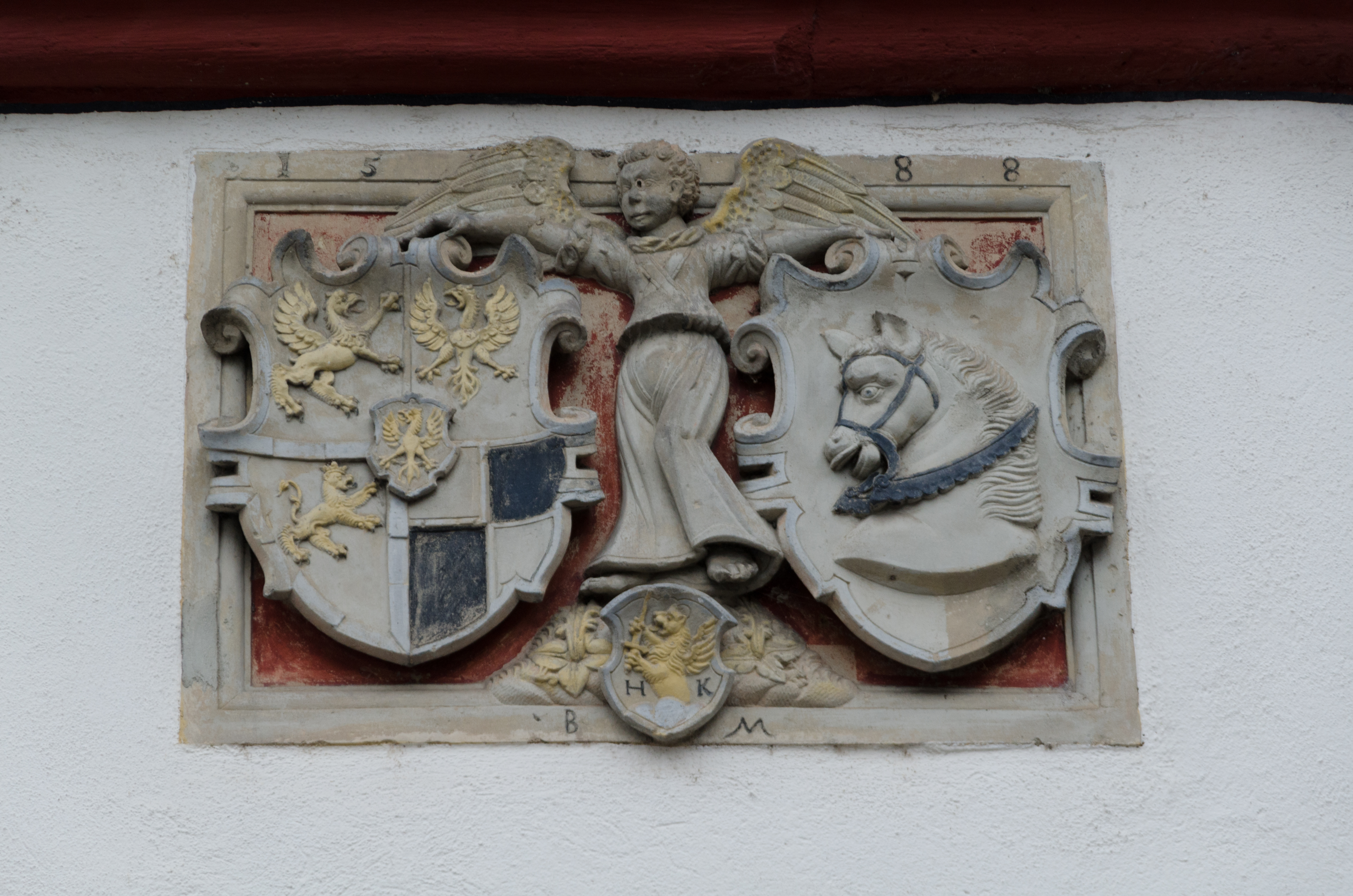
Der Wappenstein am Rathaus

Das Rathaus präsentiert sich als zweigeschossiger Satteldachbau der Spätrenaissance. Während das Erdgeschoss massiv errichtet wurde, erhielt das vorkragende Obergeschoss Zierfachwerk. Das Gebäude erhielt auf der straßenabgewandten Seite einen Schweifgiebel. Die Schauseite an der Hans-Kesenbrod-Straße besitzt vier Fensterachsen, wobei die Gestaltung der einzelnen Fenster sehr differenziert ausfällt. Der Zugang zum Gebäude erfolgt über eine Treppe durch ein Rundbogenportal mit profilierter Rahmung.
Die Gliederung des Baus wird auch durch eine außen angebrachte Wappentafel geleistet. Sie zeigt das Wappen der Markgrafen von Ansbach und das Zeichen der Zobel von Giebelstadt zu Darstadt und Messelhausen, die sich die Herrschaft über das Dorf teilten. Ein Engel mit ausgebreiteten Armen verbindet die beiden Wappen. Darunter brachte der Baumeister Hans Keesebrod sein Wappen, einen geflügelten Löwen mit Schwert über einem Dreiberg, und seine Initialen an. Die Jahreszahl 1588 verweist auf das Baujahr.
Im Inneren besitzt das Rathaus noch die Zimmeraufteilung der Bauzeit. Der repräsentative Ratsaal wurde getäfelt, mehrere Schnitzereien in der Vertäfelung weisen auf die Nutzung des Raumes als Schulzimmer hin. Daneben hat sich die historische Kanzlei und die obere Rathausdiele erhalten. Bei der letzten Renovierung der Kanzlei konnte eine Inschrift freigelegt werden. Sie lautet: „Drei Orden hat Gott gerichtet an, Priester, Regenten und Untertan. Wenn sich recht hält ein jeder Stand, so steht es wohl umb Leut und Land. Die Priester sollen beten und lehren, die Bauern und Bürger andere ernähren. Die Obrigkeit diese alle beschützen woll So geht es, wie es gehen soll.“